# SkyDrive (企業)
株式会社SkyDrive（スカイドライブ）は、日本の空飛ぶクルマ、ドローンを販売している企業。

## 概要
eVTOLマルチコプター有人機を開発する有志団体CARTIVATORのメンバーを中心に発足。当初同団体との共同開発を行っていたが、2022年にCARTIVATORの活動内容変更に伴い、空飛ぶクルマSkyDriveの開発事業を引き継いだ。
2022年5月18日、物流ドローンの新サービス『SkyLift Plus』を発表。『SkyLift Plus』は1回の飛行で30kgの重量物の運搬が可能で、着陸せずにどこでも荷下ろしできるホイスト機能を搭載する。

## 歴史
- 2014年
  - 1月 空飛ぶクルマ「Skydrive」開発開始
- 2018年
  - 8月29日 経済産業省の「第1回 空の移動革命に向けた官民協議会」で、CARTIVATOR共同代表の福澤知浩が「日本発 空飛ぶクルマ’SkyDrive’の開発について」の発表を行う[6]。
  - 12月20日 「第4回 空の移動革命に向けた官民協議会」で、“空飛ぶクルマ”の実現に向けたロードマップが策定される[7]。
- 2020年
  - 8月25日 「Skydrive」有人試験機SD-03デモフライト[8]
- 2021年
  - 10月20日 「SkyLift」が2021年度グッドデザイン賞を受賞[9]。
  - 10月29日 「SD-05」の型式証明を国土交通省に申請[10]。
- 2022年
  - 1月、アメリカのラスベガスで開催された世界最大のIT家電ショー「CES 2022」に出展[11]。「SD-03」のフルスケール機を海外で初公開した[11]。
  - 4月7日 近鉄グループが、SkyDriveへの出資を表明[12]。
  - 5月18日 ドローンサービス「SkyLift Plus」開始。
  - 6月16日 長大、大林組とともに「空飛ぶクルマ」離発着場モデルの設計プロジェクト始動[13]。
  - 6月22日 世界最大級のスタートアップピッチコンテスト「スタートアップワールドカップ2022」の日本予選ファイナリスト10社に選定される[14]。
  - 7月20日 SkyDriveが参画する「空飛ぶクルマの大阪ベイエリア航路実現性の調査」が内閣府の｢先端的サービスの開発・構築等に関する調査事業」に採択される[15]。
  - 7月18日 東レ・カーボンマジックと共同で「材料適合性試験」を開始したと発表[16]。
  - 7月21日 「スタートアップワールドカップ2022」日本予選で優勝[17]。
  - 7月25日 大林組、関西電力、近鉄、朝日航洋、グロービング、三菱電機、大日本印刷、東京海上日動火災保険、日本工営、大阪公立大学、大阪府、大阪市と共同で「空飛ぶクルマ」の大阪ベイエリア航路実現性の調査を開始[18]。
  - 9月1日 アメリカのVolatus社とバーティポート（垂直離着陸用飛行場）に関する業務提携の覚書を締結[19]。
  - 9月7日 大阪府の「空飛ぶクルマ都市型ビジネス創造都市推進事業補助金」対象事業に採択されたと発表[20]。
  - 9月26日
    - 13社を引受先とした第三者割当増資及び銀行融資を行いシリーズCラウンドにおいて総額96億円の資金調達を実施[21]。
    - 2025年の実用化を目指す新機種「SD-05」のデザインと仕様を発表[22]。12基のプロペラを搭載し、最大巡航速度は時速100km/h[22]。「SD-05」は全長9.4mで最大搭乗人数2人、最大航続距離は10km、飛行時間は5～10分となっている[22]。価格は1億円程度を想定し、1回当たりの充電時間は30分未満を目指している[22]。
    - スズキがSkyDriveへの出資を発表[23]。

  - 9月30日 サンフランシスコで行われた「スタートアップワールドカップ2022」の本戦で準優勝[24]。（出場10社、優勝カナダ代表srtx社）[24]。
- 2023年
  - 1月10日 ドイツの航空機メーカーで空飛ぶクルマを開発する「ボロコプター」で最高技術責任者（CTO）を務めたArnaud CovilleがSkyDriveの最高開発責任者(CDO)に就任した[25]。
  - 1月24日 兵庫県とSkyDriveが「空飛ぶクルマの実現に向けた連携協定」を締結[26]。
  - 2月21日 2025年日本国際博覧会の『未来社会ショーケース事業出展』のうち、「スマートモビリティ万博」における空飛ぶクルマの運航に係る事業者に選定される[27][28]。
  - 4月13日 商用機「SD-05」の個人向け予約販売を開始[29][30]。
  - 5月12日 「SD-05」が世界三大デザイン賞の１つ「iFデザインアワード2023」を受賞[31]。
  - 6月7日 4th.aiと自律飛行技術開発支援のサポーター契約を締結[32]。
  - 6月19日 「SD-05」を大幅に仕様変更するとともに、機種名を「SKYDRIVE」と改名した[33]。
  - 6月20日 スズキがSkyDriveと協業すると発表[34]。スカイドライブが開発中の機体を、2024年頃からスズキグループの静岡県内の工場で生産することを目指すとしている[34]。
  - 6月21日 タレス社とフライトコントロールシステムのサプライヤー契約を締結[35]。
  - 7月25日 アヴィダイン（英語版）社とアビオニクス・システムの サプライヤー契約を締結[36]。
  - 9月1日 「SKYDRIVE（SD-05型）」製造のため、製造子会社「株式会社Sky Works」設立[37]。
  - 9月6日　JAXAと「空飛ぶクルマ」の騒音低減に向けた共同研究に関する契約を締結した[38]。
  - 9月15日 韓国のリース会社・Solyuと最大50機のプレオーダーを合意[39]。
  - 10月20日 経済産業省がSkyDriveに対して、124億円を補助することを発表[40]。
- 2024年
  - 6月14日 SkyDriveが日本の国土交通省航空局を通じて、アメリカ連邦航空局に「SKYDRIVE（SD-05型）」の型式証明申請を行い、2024年4月29日に本申請が受理されたと発表[41]。
  - 7月4日 SkyDriveとJR九州が九州エリアにおける空飛ぶクルマを用いた事業の成立可能性の検討を行うことを目的に連携協定を締結[42]。
  - 11月13日 SkyDriveは、北米最大級の航空機整備会社「フィーム　エアロ」と、機体整備などに関する業務提携を行ったと発表した[43]。

## 受注
- 2022年
  - 11月28日 ベトナムのパシフィック・グループと最大100機のプレオーダーに合意[44]。
- 2023年
  - 7月20日 アメリカのチャーター機運航会社、オースティン・アビエーションから5機の購入予約を受けた[45][46]。
  - 7月21日 ベトナムのCTグループと最大100機のプレオーダーに合意[47][48]。
  - 9月15日 韓国の航空機リース会社ソリュー・カンパニーから最大50機の購入予約[49]。
- 2024年
  - 3月15日アメリカのライベートチャーター機運航会社であるブラボーエアーと最大5機のプレオーダーに合意[50]。
  - 11月20日 アメリカのプライベートジェット運航会社のSAIフライトから、10機の購入予約を受けたと発表[51]。

## 出資企業
2023年5月時点
- 伊藤忠商事
- 伊藤忠テクノロジーベンチャーズ
- イノベーション・エンジン
- ENEOS イノベーションパートナーズ
- SCSK
- 大林組
- 環境エネルギー投資
- 関西電力
- 近鉄グループホールディングス
- スズキ
- STRIVE
- Zコーポレーション
- 損害保険ジャパン
- 東京海上ホールディングス
- 豊田鉃工
- DRONE FUND
- 日本化薬
- 日本政策投資銀行
- 日本電気
- 日本発条
- ペガサス・テック・ベンチャーズ
- ベリサーブ
- 三井住友信託銀行
- 三井住友ファイナンス&リース
- 三菱UFJ銀行
- りそなグループ

## 拠点
- 豊田本社

愛知県豊田市挙母町2-1-1
- 豊田開発センター

愛知県豊田市西中山町山ノ田20-2
- 豊田テストフィールド

愛知県豊田市足助地区
- 東京オフィス

東京都千代田区平河町1-3-13 平河町フロントビル
- 名古屋空港オフィス

愛知県西春日井郡豊山町大字豊場 県営名古屋空港2F
- 大阪オフィス

大阪府大阪市北区梅田1-3-1-800 大阪駅前第一ビル8F

## 子会社
- 株式会社Sky Works 静岡県磐田市
- SkyDrive America, Inc.

500 Carteret Street, Suite D, Beaufort, South Carolina 29902, U.S.A.

## 開発機種
同社では有人機及び無人機を開発中である。

### 有人機
- SD-03（試験機）

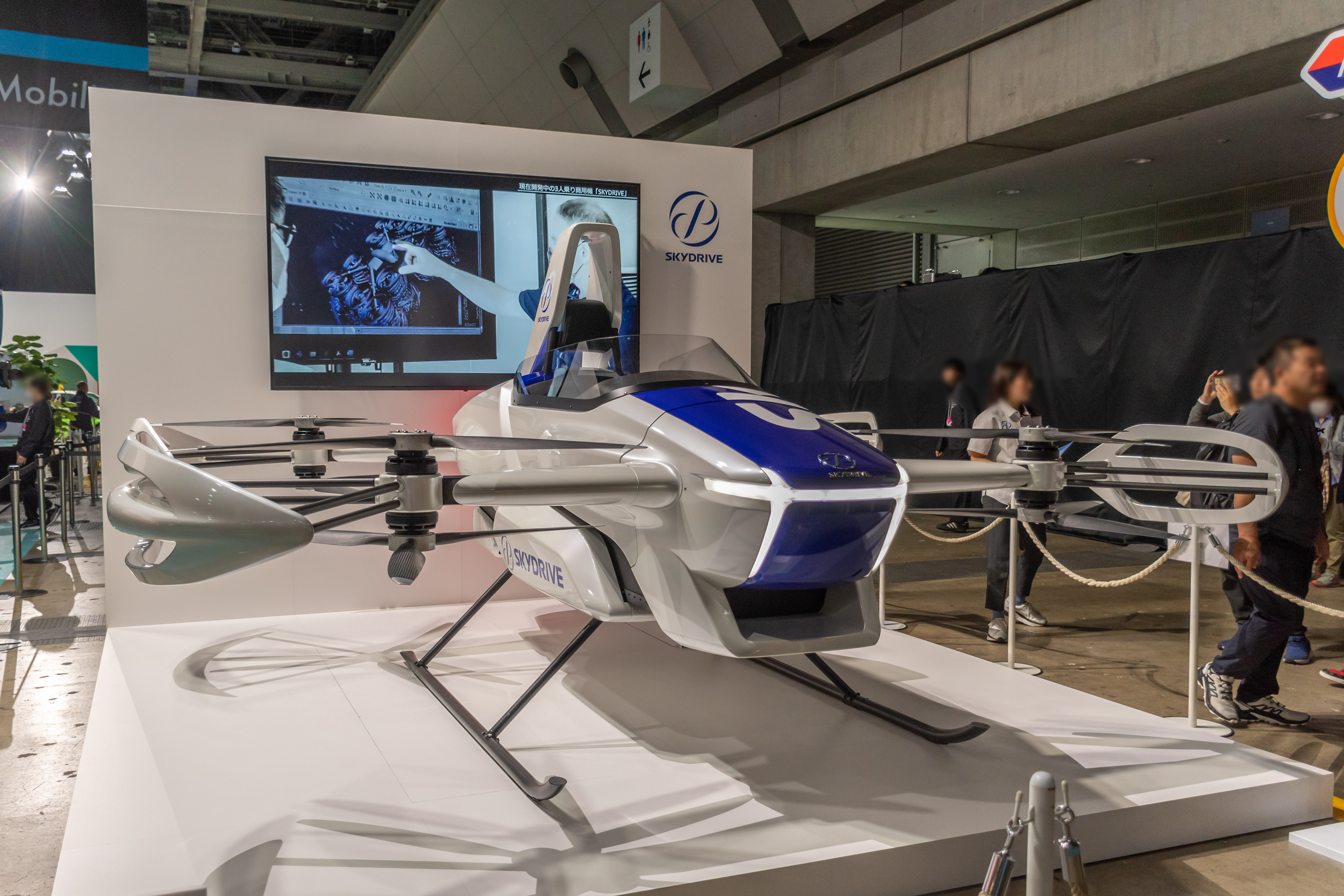
JAPAN MOBILITY SHOW 2023で展示されたSD-03

- SKYDRIVE（商用機・旧機種名SD-05）
- SD-XX（商用機）

### 無人機（貨物運搬ドローン）
- SkyLift

## SKYDRIVE機体諸元（予定値）
同社初の商用機予定有人機であるSKYDRIVEの諸元は以下のようなものである。当初2025年日本国際博覧会でのエアタクシーサービス運行を目標としていたが、2024年6月に商用運航を断念、デモフライトにとどめるとした。
同機種は2022年6月19日に発表された仕様変更でより大型化し、乗員が2人から3人に増加した。
- 機体サイズ：約13m×13m×3m（プロペラ含む）
- 乗員：3人（操縦士1名・乗客2名）
- 動力：バッテリー
- 駆動方式：モータープロペラ12基
- 主要構造材：炭素繊維複合材・アルミ合金等
- 最大離陸重量：1,400kg
- 最大巡航速度：100km/h（対気速度）
- 最大航続距離：15km

当初予定価格は1億円程度としていたが、2023年4月13日に行われた機体の個人向け予約販売開始についての発表では、価格は150万ドル（約2億円）とした。仕様変更に伴う価格改定についてはアナウンスされていない。

## 空飛ぶクルマ実用化への課題
経済産業省と新エネルギー・産業技術総合開発機構、国土交通省は、ドローンや空飛ぶクルマの普及に向けた動きを進めており、2022年度から「次世代空モビリティの社会実装に向けた実現プロジェクト」を開始した。今後法整備についても進めていくとしている。
しかし現状、SD-05をはじめとした電動マルチコプターとしての空飛ぶクルマは根本的に、動力となるバッテリーの蓄電容量の問題から航続距離の制約が大きい。その一方で、多数の電動モーターのプロペラを備えることから機体構造や制御系が複雑であり、機体価格は高くなる。実質的に競合する旧来型のシングルローターのヘリコプターは、SKYDRIVE仕様変更前の2人乗りだった時点において、ロビンソン・ヘリコプターのロビンソン R22が同様に乗員数2人でありながら、最大巡航速度が178km/h、航続距離が460kmといずれも同機種を大幅に上回っており、機体価格も約36～38万ドル（約5,000万円）と安価であることが指摘されていた。3人乗りへ変更されて以降も、依然として同様の乗員数クラスの従来型ヘリコプターとの性能差・価格差は大きい。
このため空飛ぶクルマの普及のためには、巡航速度および航続距離の向上と機体の低価格化が必要と考えられる。